# Eleições presidenciais portuguesas de 2001 no distrito de Braga
| Eleições presidenciais portuguesas de 2001 Distritos: Aveiro \| Beja \| Braga \| Bragança \| Castelo Branco \| Coimbra \| Évora \| Faro \| Guarda \| Leiria \| Lisboa \| Portalegre \| Porto \| Santarém \| Setúbal \| Viana do Castelo \| Vila Real \| Viseu \| Açores \| Madeira \| Estrangeiro |

## Resultados por Concelho
Os resultados nos concelhos do Distrito de Braga foram os seguintes:

### Amares
| Candidato               | Candidato                  | Votos  | %               |
| ----------------------- | -------------------------- | ------ | --------------- |
|                         | Jorge Sampaio              | 3 980  | 49,42 / 100,00  |
|                         | Joaquim Ferreira do Amaral | 3 659  | 45,43 / 100,00  |
|                         | Fernando Rosas             | 202    | 2,12 / 100,00   |
|                         | António Abreu              | 123    | 1,53 / 100,00   |
|                         | António Garcia Pereira     | 90     | 1,12 / 100,00   |
| Votos Inválidos         | Votos Inválidos            | 186    | 2,26 / 100,00   |
| Total                   | Total                      | 8 240  | 100,00 / 100,00 |
| Eleitorado/Participação | Eleitorado/Participação    | 16 082 | 51,24 / 100,00  |

### Barcelos
| Candidato               | Candidato                  | Votos  | %               |
| ----------------------- | -------------------------- | ------ | --------------- |
|                         | Jorge Sampaio              | 25 629 | 47,57 / 100,00  |
|                         | Joaquim Ferreira do Amaral | 25 181 | 46,74 / 100,00  |
|                         | Fernando Rosas             | 1 320  | 2,45 / 100,00   |
|                         | António Abreu              | 1 008  | 1,87 / 100,00   |
|                         | António Garcia Pereira     | 736    | 1,37 / 100,00   |
| Votos Inválidos         | Votos Inválidos            | 1 257  | 2,28 / 100,00   |
| Total                   | Total                      | 55 131 | 100,00 / 100,00 |
| Eleitorado/Participação | Eleitorado/Participação    | 93 768 | 58,80 / 100,00  |

### Braga
| Candidato               | Candidato                  | Votos   | %               |
| ----------------------- | -------------------------- | ------- | --------------- |
|                         | Jorge Sampaio              | 38 420  | 55,47 / 100,00  |
|                         | Joaquim Ferreira do Amaral | 24 310  | 35,10 / 100,00  |
|                         | António Abreu              | 3 081   | 4,45 / 100,00   |
|                         | Fernando Rosas             | 2 242   | 3,24 / 100,00   |
|                         | António Garcia Pereira     | 1 210   | 1,75 / 100,00   |
| Votos Inválidos         | Votos Inválidos            | 1 805   | 2,54 / 100,00   |
| Total                   | Total                      | 71 068  | 100,00 / 100,00 |
| Eleitorado/Participação | Eleitorado/Participação    | 125 712 | 56,53 / 100,00  |

### Cabeceiras de Basto
| Candidato               | Candidato                  | Votos  | %               |
| ----------------------- | -------------------------- | ------ | --------------- |
|                         | Jorge Sampaio              | 4 673  | 57,42 / 100,00  |
|                         | Joaquim Ferreira do Amaral | 3 088  | 37,95 / 100,00  |
|                         | Fernando Rosas             | 195    | 2,40 / 100,00   |
|                         | António Abreu              | 97     | 1,19 / 100,00   |
|                         | António Garcia Pereira     | 85     | 1,04 / 100,00   |
| Votos Inválidos         | Votos Inválidos            | 96     | 1,17 / 100,00   |
| Total                   | Total                      | 8 234  | 100,00 / 100,00 |
| Eleitorado/Participação | Eleitorado/Participação    | 15 731 | 52,34 / 100,00  |

### Celorico de Basto
| Candidato               | Candidato                  | Votos  | %               |
| ----------------------- | -------------------------- | ------ | --------------- |
|                         | Joaquim Ferreira do Amaral | 4 288  | 49,17 / 100,00  |
|                         | Jorge Sampaio              | 3 993  | 45,79 / 100,00  |
|                         | Fernando Rosas             | 173    | 1,98 / 100,00   |
|                         | António Garcia Pereira     | 141    | 1,62 / 100,00   |
|                         | António Abreu              | 125    | 1,43 / 100,00   |
| Votos Inválidos         | Votos Inválidos            | 157    | 1,77 / 100,00   |
| Total                   | Total                      | 8 877  | 100,00 / 100,00 |
| Eleitorado/Participação | Eleitorado/Participação    | 18 098 | 49,05 / 100,00  |

### Esposende
| Candidato               | Candidato                  | Votos  | %               |
| ----------------------- | -------------------------- | ------ | --------------- |
|                         | Jorge Sampaio              | 6 716  | 49,00 / 100,00  |
|                         | Joaquim Ferreira do Amaral | 6 117  | 44,63 / 100,00  |
|                         | Fernando Rosas             | 375    | 2,74 / 100,00   |
|                         | António Abreu              | 262    | 1,91 / 100,00   |
|                         | António Garcia Pereira     | 237    | 1,73 / 100,00   |
| Votos Inválidos         | Votos Inválidos            | 461    | 3,25 / 100,00   |
| Total                   | Total                      | 14 168 | 100,00 / 100,00 |
| Eleitorado/Participação | Eleitorado/Participação    | 26 658 | 53,15 / 100,00  |

### Fafe
| Candidato               | Candidato                  | Votos  | %               |
| ----------------------- | -------------------------- | ------ | --------------- |
|                         | Jorge Sampaio              | 14 320 | 61,96 / 100,00  |
|                         | Joaquim Ferreira do Amaral | 7 219  | 31,23 / 100,00  |
|                         | António Abreu              | 757    | 3,28 / 100,00   |
|                         | Fernando Rosas             | 541    | 2,34 / 100,00   |
|                         | António Garcia Pereira     | 276    | 1,19 / 100,00   |
| Votos Inválidos         | Votos Inválidos            | 426    | 1,81 / 100,00   |
| Total                   | Total                      | 23 539 | 100,00 / 100,00 |
| Eleitorado/Participação | Eleitorado/Participação    | 43 869 | 53,66 / 100,00  |

### Guimarães
| Candidato               | Candidato                  | Votos   | %               |
| ----------------------- | -------------------------- | ------- | --------------- |
|                         | Jorge Sampaio              | 40 540  | 59,90 / 100,00  |
|                         | Joaquim Ferreira do Amaral | 21 740  | 32,12 / 100,00  |
|                         | António Abreu              | 2 736   | 4,04 / 100,00   |
|                         | Fernando Rosas             | 1 631   | 2,41 / 100,00   |
|                         | António Garcia Pereira     | 1 028   | 1,52 / 100,00   |
| Votos Inválidos         | Votos Inválidos            | 1 289   | 1,87 / 100,00   |
| Total                   | Total                      | 68 964  | 100,00 / 100,00 |
| Eleitorado/Participação | Eleitorado/Participação    | 125 399 | 55,00 / 100,00  |

### Póvoa de Lanhoso
| Candidato               | Candidato                  | Votos  | %               |
| ----------------------- | -------------------------- | ------ | --------------- |
|                         | Jorge Sampaio              | 5 761  | 55,05 / 100,00  |
|                         | Joaquim Ferreira do Amaral | 4 295  | 41,04 / 100,00  |
|                         | Fernando Rosas             | 187    | 1,79 / 100,00   |
|                         | António Abreu              | 123    | 1,18 / 100,00   |
|                         | António Garcia Pereira     | 99     | 0,95 / 100,00   |
| Votos Inválidos         | Votos Inválidos            | 196    | 1,84 / 100,00   |
| Total                   | Total                      | 10 661 | 100,00 / 100,00 |
| Eleitorado/Participação | Eleitorado/Participação    | 19 371 | 55,04 / 100,00  |

### Terras de Bouro
| Candidato               | Candidato                  | Votos | %               |
| ----------------------- | -------------------------- | ----- | --------------- |
|                         | Joaquim Ferreira do Amaral | 2 213 | 51,27 / 100,00  |
|                         | Jorge Sampaio              | 1 872 | 43,37 / 100,00  |
|                         | Fernando Rosas             | 103   | 2,39 / 100,00   |
|                         | António Abreu              | 74    | 1,71 / 100,00   |
|                         | António Garcia Pereira     | 54    | 1,25 / 100,00   |
| Votos Inválidos         | Votos Inválidos            | 93    | 2,11 / 100,00   |
| Total                   | Total                      | 4 409 | 100,00 / 100,00 |
| Eleitorado/Participação | Eleitorado/Participação    | 8 294 | 53,16 / 100,00  |

### Vieira do Minho
| Candidato               | Candidato                  | Votos  | %               |
| ----------------------- | -------------------------- | ------ | --------------- |
|                         | Jorge Sampaio              | 3 778  | 53,84 / 100,00  |
|                         | Joaquim Ferreira do Amaral | 2 774  | 39,53 / 100,00  |
|                         | Fernando Rosas             | 215    | 3,06 / 100,00   |
|                         | António Abreu              | 146    | 2,08 / 100,00   |
|                         | António Garcia Pereira     | 104    | 1,48 / 100,00   |
| Votos Inválidos         | Votos Inválidos            | 109    | 1,53 / 100,00   |
| Total                   | Total                      | 7 126  | 100,00 / 100,00 |
| Eleitorado/Participação | Eleitorado/Participação    | 14 176 | 50,27 / 100,00  |

### Vila Nova de Famalicão
| Candidato               | Candidato                  | Votos   | %               |
| ----------------------- | -------------------------- | ------- | --------------- |
|                         | Jorge Sampaio              | 31 566  | 56,98 / 100,00  |
|                         | Joaquim Ferreira do Amaral | 20 615  | 37,21 / 100,00  |
|                         | António Abreu              | 1 359   | 2,45 / 100,00   |
|                         | Fernando Rosas             | 1 212   | 2,19 / 100,00   |
|                         | António Garcia Pereira     | 650     | 1,17 / 100,00   |
| Votos Inválidos         | Votos Inválidos            | 1 123   | 1,99 / 100,00   |
| Total                   | Total                      | 56 525  | 100,00 / 100,00 |
| Eleitorado/Participação | Eleitorado/Participação    | 101 126 | 55,90 / 100,00  |

### Vila Verde
| Candidato               | Candidato                  | Votos  | %               |
| ----------------------- | -------------------------- | ------ | --------------- |
|                         | Joaquim Ferreira do Amaral | 10 710 | 53,10 / 100,00  |
|                         | Jorge Sampaio              | 8 638  | 42,82 / 100,00  |
|                         | Fernando Rosas             | 346    | 1,72 / 100,00   |
|                         | António Abreu              | 284    | 1,41 / 100,00   |
|                         | António Garcia Pereira     | 193    | 0,96 / 100,00   |
| Votos Inválidos         | Votos Inválidos            | 384    | 1,86 / 100,00   |
| Total                   | Total                      | 20 555 | 100,00 / 100,00 |
| Eleitorado/Participação | Eleitorado/Participação    | 38 661 | 53,17 / 100,00  |

### Vizela
| Candidato               | Candidato                  | Votos  | %               |
| ----------------------- | -------------------------- | ------ | --------------- |
|                         | Jorge Sampaio              | 6 755  | 75,08 / 100,00  |
|                         | Joaquim Ferreira do Amaral | 1 780  | 19,78 / 100,00  |
|                         | António Abreu              | 187    | 2,08 / 100,00   |
|                         | Fernando Rosas             | 180    | 2,00 / 100,00   |
|                         | António Garcia Pereira     | 95     | 1,06 / 100,00   |
| Votos Inválidos         | Votos Inválidos            | 114    | 1,25 / 100,00   |
| Total                   | Total                      | 9 111  | 100,00 / 100,00 |
| Eleitorado/Participação | Eleitorado/Participação    | 16 678 | 54,63 / 100,00  |